# Bulbophyllum gimagaanense
Bulbophyllum gimagaanense là một loài phong lan thuộc chi Bulbophyllum.